# Henry Burris
Henry Burris Jr. (Spiro, 4 giugno 1975) è un ex giocatore di football americano statunitense che ha giocato nel ruolo di quarterback nella Canadian Football League (CFL) e nella National Football League (NFL).

## Carriera
Dopo non essere stato scelto nel Draft NFL 1997, Burris firmò coi Calgary Stampeders della CFL. Dopo due stagioni passò ai Saskatchewan Roughriders dove ebbe la possibilità di giocare stabilmente come titolare. Dopo avere passato il 2001 nella squadra di allenamento dei Green Bay Packers della National Football League, nel 2002 Burris giocò con i Chicago Bears con cui disputò sei partite passando 207 yard, con 3 touchdown e 5 intercetti. Dopo essere tornato nella CFL per due stagioni con i Roughriders, nel 2005 fece ritorno agli Stampeders che guidò alla vittoria della Grey Cup nel 2008 contro i Montreal Alouettes, venendo premiato come miglior giocatore della finale. Nel 2010 portò la squadra a un record di 13-5, venendo premiato come MVP della CFL. Il 3 gennaio 2012, Calgary annunciò che Burris era stato scambiato con gli Hamilton Tiger-Cats, con cui nel 2013 divenne il quinto quarterback della storia della lega a superare le 50.000 yard passate in carriera. Il 4 febbraio 2014, Burris firmò un contratto triennale con la neonata franchigia degli Ottawa Redblacks. L'anno seguente vinse il secondo premio di MVP della CFL e nel 2016 guidò la squadra alla vittoria della Grey Cup, riportando il titolo ad Ottawa dopo 40 anni. A fine stagione si ritirò a causa di un infortunio.

## Palmarès

### Franchigia
- Grey Cup: 3

Calgary Stampeders: 1998, 2008
Ottawa RedBlacksː 2016

### Individuale
- MVP della Grey Cup: 2

2008, 2016
- MVP della CFL: 2

2010, 2015
- CFL All-Star: 2

2010, 2015

## Statistiche
CFL
| Yard passate  | 63.369 |
| Touchdown     | 373    |
| Intercetti    | 227    |
| Passer rating | 93,5   |